# Magyarország a 2010. évi téli paralimpiai játékokon
Magyarország a kanadai Vancouverben megrendezett 2010. évi téli paralimpiai játékok egyik részt vevő nemzete volt. Az ország a játékokon 1 sportágban 2 sportolóval képviseltette magát, akik érmet nem szereztek.
A magyar csapat zászlóvivője a nyitóünnepségen Koleszár Balázs volt.

## Alpesisí

### Kvalifikáció
Dani Gyöngyi szabadkártyát kapott a paralimpia szervezőbizottságától, majd sikerült teljesítenie azt a szintet, amelyet a magyar szakszövetség vezetősége vele szemben támasztott. Ezzel Dani lett az első magyar nő, akinek lehetősége nyílt a nyári paralimpia után a téli játékokon is részt venni. A Magyar Paralimpiai Bizottság (MPB) 2010. február 22-én tartott rendkívüli közgyűlésén határozatba foglalta a magyar csapat névsorát.

### Eredmények
A férfiaknál Koleszár Balázs képviselte Magyarországot alpesisízésben, aki két versenyszámban vett részt. Az álló műlesiklás versenyeiben az első futamban nem tudta teljesíteni a pályát – az alsó szakaszon a léce beakadt az egyik kapuba és elesett –, így kiesett. Az álló óriás-műlesiklás versenyszámában az első futamban 1:29,28-es eredménnyel a 34. helyen végzett. A második futamot 1:28,59 idővel teljesítette, amivel 32. lett, így 2:57,87-es összesített eredménnyel zárta a versenyt, ezzel a 34. helyet szerezte meg ebben a számban. A paralimpia előtti tervek szerint Koleszár az álló összetett versenyben is indult volna, végül azonban nem vehetett részt a számban – habár a szervezők elfogadták Koleszár nevezését, a rajtengedélyt csak abban az esetben szerezhette volna meg, ha a világranglistán előtte álló versenyzők közül többen is visszalépnek. A nevezések véglegesítése és visszaigazolása után eldőlt, hogy nem indulhat az alpesi összetettben.
A nőknél – a nyári paralimpiákon kerekes székes vívóként részt vevő – Dani Gyöngyi indult volna alpesisíben, azonban szállodai szobájában balesetet szenvedett – bal lábszárának két csontja eltört –, aminek következtében visszautazott Magyarországra, ahol kórházba szállították, így nem tudott elindulni a paralimpián. Dani az ülő műlesiklás és az ülő óriás-műlesiklás versenyszámaiban vett volna részt.
Férfi
| Versenyző       | Versenyszám             | 1. futam      | 1. futam      | 2. futam | 2. futam | Összesítés | Összesítés |
| Versenyző       | Versenyszám             | Idő           | Hely.         | Idő      | Hely.    | Idő        | Helyezés   |
| --------------- | ----------------------- | ------------- | ------------- | -------- | -------- | ---------- | ---------- |
| Koleszár Balázs | Műlesiklás – álló       | nem ért célba | nem ért célba | kiesett  | kiesett  | kiesett    | kiesett    |
| Koleszár Balázs | Óriás-műlesiklás – álló | 1:29,28       | 34.           | 1:28,59  | 32.      | 2:57,87    | 34.        |

Női
| Versenyző    | Versenyszám            | 1. futam                   | 1. futam                   | 2. futam                   | 2. futam                   | Összesítés                 | Összesítés                 |
| Versenyző    | Versenyszám            | Idő                        | Hely.                      | Idő                        | Hely.                      | Idő                        | Helyezés                   |
| ------------ | ---------------------- | -------------------------- | -------------------------- | -------------------------- | -------------------------- | -------------------------- | -------------------------- |
| Dani Gyöngyi | Műlesiklás – ülő       | sérülés miatt visszalépett | sérülés miatt visszalépett | sérülés miatt visszalépett | sérülés miatt visszalépett | sérülés miatt visszalépett | sérülés miatt visszalépett |
| Dani Gyöngyi | Óriás-műlesiklás – ülő | sérülés miatt visszalépett | sérülés miatt visszalépett | sérülés miatt visszalépett | sérülés miatt visszalépett | sérülés miatt visszalépett | sérülés miatt visszalépett |